# Saurauia papillulosa
Saurauia papillulosa är en tvåhjärtbladig växtart som beskrevs av Elmer Drew Merrill. Saurauia papillulosa ingår i släktet Saurauia och familjen Actinidiaceae. Inga underarter finns listade i Catalogue of Life.